# كيس فان دير ستاي
اسمه الكامل هو كورنيليس جيريت «كيس» فان در ستاي (بالهولندية: Cornelis Gerrit "Kees" van der Staaij) هو سياسي هولندي من الحزب السياسي الإصلاحي ولد في يوم 12 سبتمبر 1968 في مدينة فلاردينجن في هولندا. أكمل دراسة القانون في جامعة لايدن. هو عضو في مجلس النواب الهولندي منذ سنة 1998. يشغل منصب زعيم الحزب السياسي الإصلاحي منذ سنة 2010.